# Бойник (България)
Вижте пояснителната страница за други значения на Бойник.
Бойник е село в Южна България, община Крумовград, област Кърджали. 

## География
Село Бойник се намира в планински район.

## История
До 1934 година името на селото е Юрпек. Според преброяването на населението от 1985 година селото има двама жители.